# 臺南市中西區永福國民小學
22°59′34″N 120°12′06″E / 22.992827°N 120.201564°E
臺南市中西區永福國民小學（簡稱永福國小）是臺灣臺南市中西區的一所市立國民小學，在二戰後接收南門國民學校而設立。永福國小的校地在清治時期是臺灣兵備道道署，在日治時期則沿用作為臺南高等商業專門學校、臺南市役所等機關，並在2018年校舍改建時，發現了清代的建築遺構，在2021年被登錄為臺南市市定古蹟。

## 校史

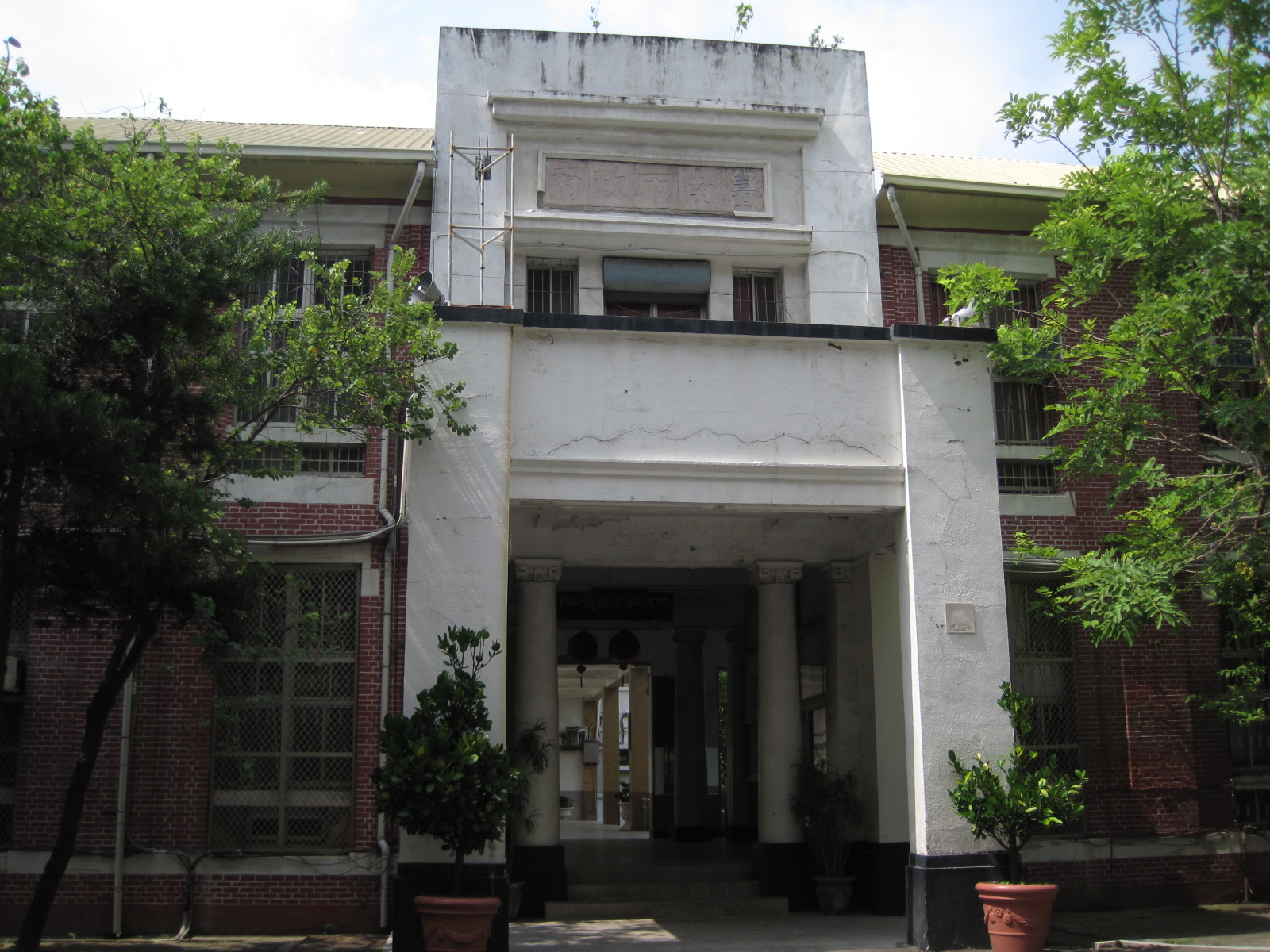
原南門尋常小學校舍（今建興國中）

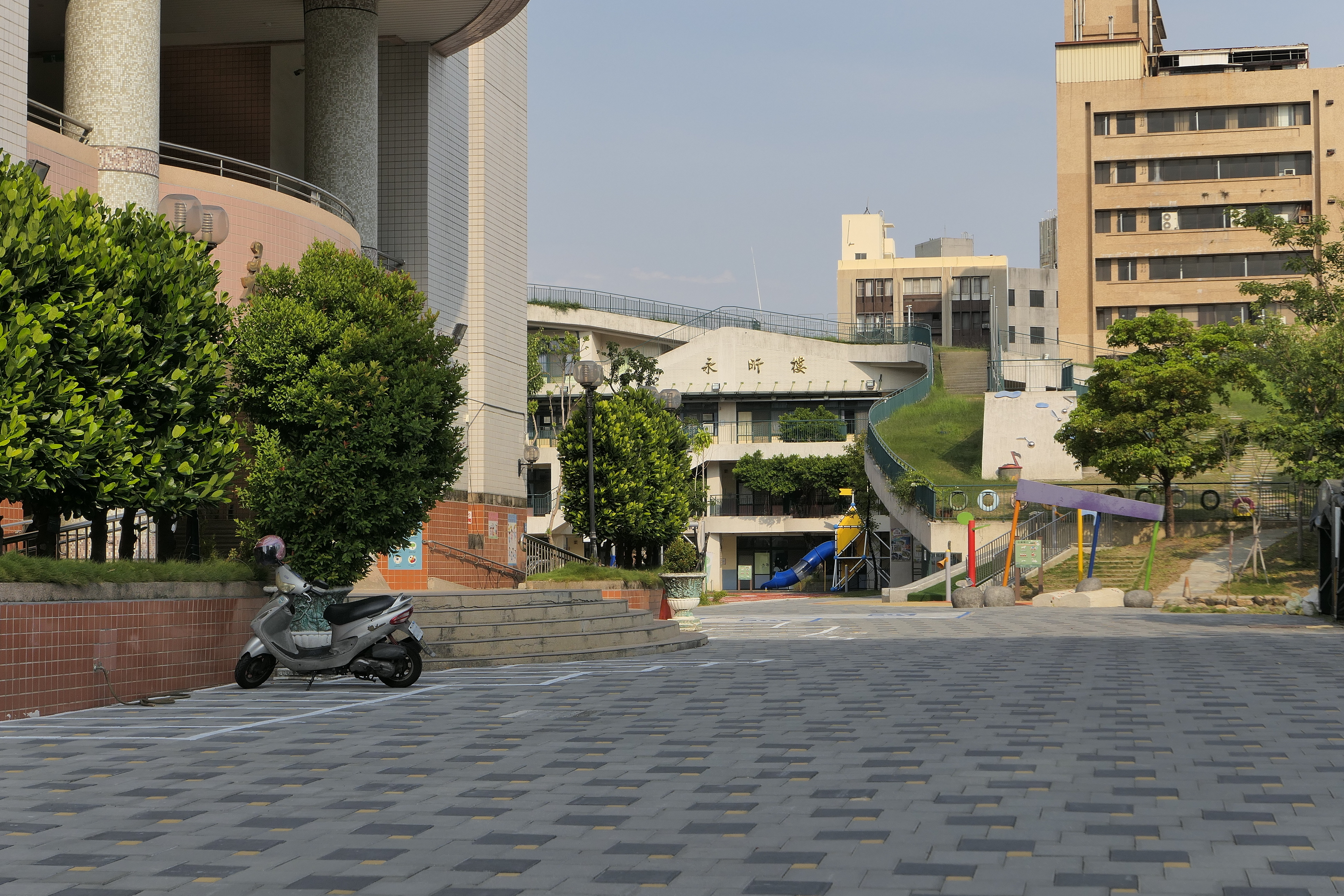
永福國小校園

永福國小前身的南門國民學校，最早是在1915年4月1日設立的臺南第二尋常高等小學校，主要供日人學童就讀，當時仍借用柱仔行街的臺南第一尋常高等小學校校舍，創校時共有132名學生。位在建興國中現址的新校舍第一期工程在1916年6月16日落成，第二、三期工程在1919年5月1日完工，學生因此全數遷至新校舍上課。1921年4月1日，學校改稱南門尋常小學校，而第四、五期校舍興建工程也在同時完工，並在之後陸續擴增校地。1934年4月1日，學校因設置高等科而改稱南門尋常高等小學校。1941年4月1日，學校改制為南門國民學校，此時的地址是臺南市南門町1-100番地。在1944年8月後，為了疏散市區的市民，南門國民學校師生遷到烏山頭上課。
第二次世界大戰後，由於臺南市區房舍因臺南大空襲嚴重受損，臺南州廳廳舍（今國立臺灣文學館）甚至幾乎全毀，臺南州廳考量臺南市役所、南門國民學校的狀況較為良好，因此決議將此兩處對調使用，南門國民學校因此從南門町遷到大宮町，學校的相關設施也搬到此處，以繼續推動校務直到國民政府接收完成。之後，由鄭丙三接收南門國民學校並擔任首任校長，學校則改為臺南市中區第二國民學校，至於南門國民學校原址則是作為臺南市政府的辦公廳舍。1947年2月1日，學校改稱臺南市中區成功國民學校；同年9月，因校門口道路由「武廟街」改稱「永福路」，因此校名改為臺南市中區永福國民學校。在1968年因配合臺灣九年國民義務教育實施，學校改稱永福國民小學。
永福國小的東側教室在2010年拆除改建，2012年完工，新校舍定名為「永昕樓」，並具有長140公尺的斜坡綠屋頂。北棟校舍在2018年改建，在拆除時發現了地下的清代遺構，此新校舍名為「永澄樓」。

## 校內設施

### 胡適之樹
胡適的父親胡鐵花在臺灣清治時期末期曾在臺南任職，並連同胡適一家人居住在臺灣兵備道署附近。胡適於1952年12月26日，在臺南市市長葉廷珪陪同下來到永福國民學校重遊故居，在其故居前種下一棵榕樹，並留下「維桑與梓、必恭敬止」墨寶存放在校長室。胡適故居在後來拆除，而其手植之榕樹在2010年校舍改建時，移植到了現址，而校舍在設計上也配合此樹留設了樹木生長的空間。

### 清代道署遺構

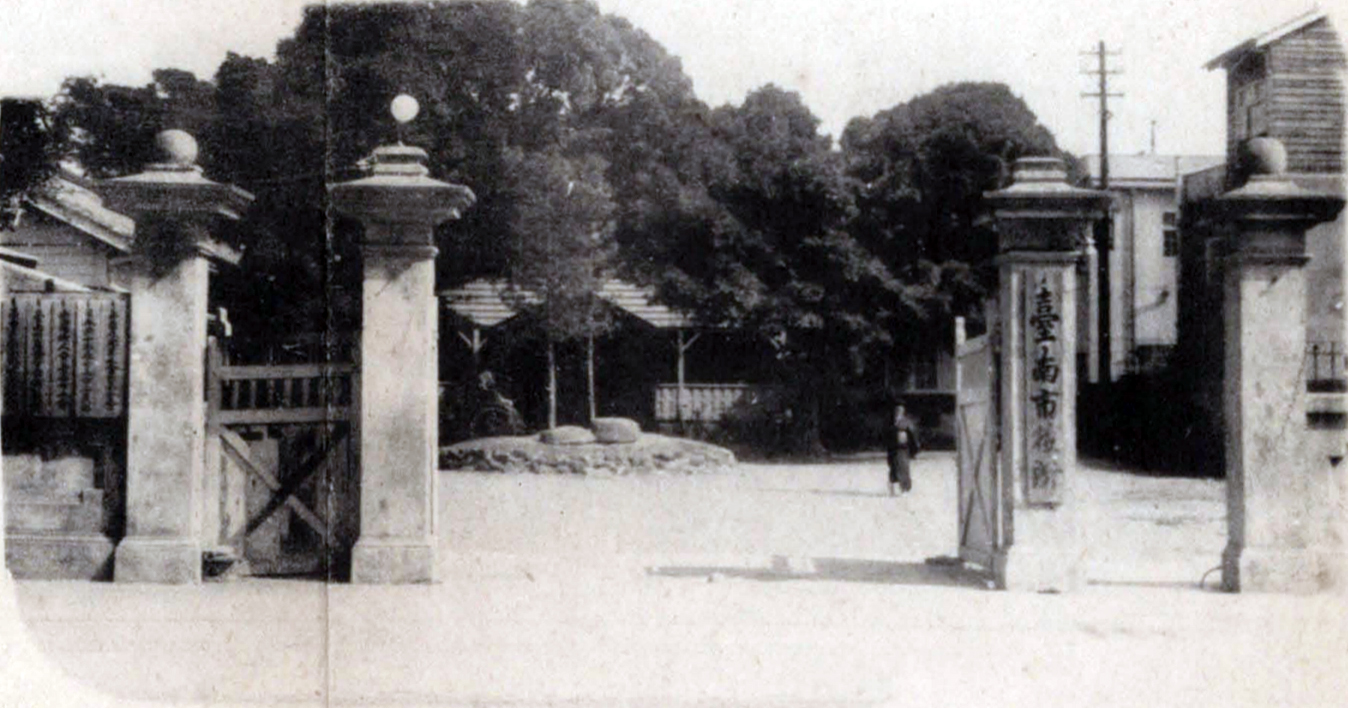
臺南市役所（沿用臺灣兵備道署）

永福國小北側校舍在2018年改建時，發現了地下的清代建築遺構，並有出土一些清治及日治時期的陶瓷器及磚構材料，校舍興建工程也因此暫停。此遺構在之後被確認為臺灣兵備道道署遺構，在日治時期則依序作為臺南民政支部、臺南廳、臺灣總督府商業專門學校、臺南高等商業專門學校、臺南市役所等機關使用。校舍因此變更設計，並規劃設置遺構展示區、文物展示區，而此遺構在2021年2月17日日被登錄為臺南市市定古蹟。

## 歷任校長
臺南第二尋常高等小學校、南門尋常(高等)小學校
- 平井寬：1915年4月~1919年7月
- 植竹長三郎：1919年7月~1922年4月
- 神田辰次郎：1922年4月~1933年10月
- 鈴木章良：1933年10月~1941年3月

南門國民學校
- 鈴木章良：1941年4月~1943年8月
- 伊與部仙松：1943年月~1945年10月

中區第二國民學校、成功國民學校、永福國民學校
- 鄭丙三：1945年12月~
- 林秋楓：1948年3月~
- 張北山：1958年2月~
- 盧明星：1962年8月~（督學兼任）
- 林伯溫：1963年2月~
- 蔡財根：1964年9月~

永福國民小學
- 蔡財根：1968年9月~
- 林書鎮：1974年12月~
- 林伯溫：1980年3月~1983年8月
- 陳天河：1983年9月~1995年2月
- 林亨受：1995年3月~2005年8月
- 邱善宏：2005年8月~2010年1月
- 張慧芬：2010年2月~2010年8月（教務主任代理）
- 吳明琼：2010年8月~2014年8月
- 莊崑謨：2014年8月~2018年7月
- 楊淑晏：2018年8月~